# Northbridge
Pour les articles homonymes, voir Northbridge (homonymie).
 (décembre 2015).
Si vous disposez d'ouvrages ou d'articles de référence ou si vous connaissez des sites web de qualité traitant du thème abordé ici, merci de compléter l'article en donnant les références utiles à sa vérifiabilité et en les liant à la section « Notes et références ».

Schéma de la relation entre le processeur, le southbridge et le northbridge (2007).

Le pont nord (en anglais northbridge) était sur les anciens PC, avec le pont sud (en anglais southbridge), une des deux puces du jeu de circuits (chipset) d’une carte mère, directement relié au microprocesseur par le FSB et gérant les périphériques rapides, dont la mémoire.
Historiquement, la séparation des fonctions entre les puces CPU, northbridge et southbridge était nécessaire en raison de la difficulté d’intégrer tous les composants sur une seule puce. Cependant, à mesure que la vitesse du processeur augmentait au fil du temps, un goulot d’étranglement est apparu en raison des limitations causées par la transmission de données entre le processeur et son chipset de support. La tendance des northbridges intégrés a commencé vers la fin des années 2000 – par exemple, le GPU Nvidia GeForce 320M du MacBook Air 2010 était une puce combo northbridge/southbridge/GPU.
Sur les anciens PC basés sur Intel, le northbridge était également appelé hub de contrôleur mémoire (MCH) externe ou hub de contrôleur graphique et mémoire (GMCH) s’il était équipé d’un contrôleur graphique intégré. De plus en plus, ces fonctions ont été intégrées dans la puce CPU elle-même, à commencer par les contrôleurs mémoire et graphique. Depuis les années 2010, le rétrécissement des tailles de puces et l’amélioration de la densité des transistors ont permis d’augmenter l’intégration des chipsets, et les fonctions exécutées par les northbridges sont maintenant souvent incorporées dans d’autres composants tels que les southbridges ou les processeurs eux-mêmes,.
Intel et AMD ont tous deux sorti des chipsets dans lesquels toutes les fonctions de northbridge avaient été intégrées dans le processeur. Le southbridge correspondant a été renommé par Intel en Platform Controller Hub (PCH) et par AMD en Fusion Controller Hub (FCH). Les processeurs AMD FX ont continué à nécessiter des puces externes Northbridge et Southbridge. Les processeurs Intel Core modernes ont le northbridge intégré sur la puce du processeur, où il est connu sous le nom d’uncore ou d’agent système.

## Description
Le pont nord gère des communications entre le microprocesseur et les périphériques rapides tels que :
- la mémoire vive[1] ;
- le bus AGP[1] pour carte graphique ;
- les bus PCI Express pour les périphériques externes rapides dont les cartes graphiques ;
- le pont sud pour les périphériques lents.

## Intégration
Il arrive que le « northbridge » soit intégré au « southbridge » sur une seule puce, quand la complexité de conception et le processus de fabrication le permettent, ce qui est utile quand la place sur la carte mère est réduite. Du fait des possibilités d'intégration il semble même envisageable de mettre l’ensemble du chipset avec le microprocesseur ce qui simplifierait beaucoup le design de la carte mère et permettrait d'augmenter les vitesses de transfert.
Quelques ponts nord contiennent également un processeur graphique intégré (IGP) qui permet d’obtenir une solution graphique à faible coût et économe en énergie sur les ordinateurs d’entrée de gamme ou privilégiant l'autonomie aux performances graphiques sur des ordinateurs portables.

## Compatibilité
Un pont nord fonctionne généralement avec seulement une ou deux classes de microprocesseur et seulement un type de mémoire vive. Il y a toutefois quelques anciens jeux de circuits VIA[réf. nécessaire] et le i915 de Intel de 2004 qui supportent deux types de mémoire vive, la DDR et la DDR2.
Les processeurs de chaque fabricant sont souvent appairés avec un chipset particulier :
AMDle pont nord d’un nVidia nForce 2 supporte le Duron, l'Athlon et l'Athlon XP combinés avec de la DDR ;
Intelle « jeu de circuits » Intel i875 de 2003 fonctionne avec les processeurs Pentium 4 et Celeron combinés aussi à de la DDR.
Cependant NVIDIA fabrique aussi des jeux de circuits pour les processeurs d'Intel ; par exemple le NVidia nForce 590 SLI Intel Edition.

## Importance
Le pont nord est le composant de la carte mère qui conditionne les caractéristiques de la mémoire vive (type, vitesse et quantité) et du ou des processeur(s) (type, nombre et vitesse) utilisés.
D’autres facteurs tels que le réglage des niveaux de tension et le nombre de connecteurs disponibles peuvent jouer également un rôle dans son choix. Pratiquement tous les jeux de circuits commerciaux destinés au grand public peuvent supporter seulement un processeur (ou parfois deux, par exemple dans le cas du i875), avec la quantité maximum de mémoire vive dictée par le type de processeur. Les machines de type Pentium ont souvent eu une limitation de 128 Mio alors que les machines de type Pentium 4 ont une limite de 4 Gio. Depuis le Pentium Pro, l’architecture d’Intel peut utiliser des adresses physiques plus larges que 32 bits (en général 36 bits), qui permettent jusqu’à 64 Gio de mémoire.
Un pont nord fonctionnera seulement avec un ou deux ponts sud différents ; il détermine donc certains des autres dispositifs qu’un système peut avoir en limitant les technologies disponibles sur son pont sud associé.

## Évolutions récentes
Le bus PCI Express, jusqu'à 4 fois plus rapide que le plus rapide port AGP, est amené à le remplacer. Néanmoins, si le jeu de circuits dispose toujours d’un pont nord il gère les ports PCI Express (tout du moins le ou les ports 16×).
Un exemple de ce changement est le « jeu de circuits » nForce3 et le récent nForce 4 de nVidia pour les systèmes AMD64 qui est constitué d’une seule puce physique. Il combine tous les dispositifs d’un pont sud normal avec un port AGP ou PCI Express dans le cas d’un nForce 4 et se relie directement au processeur par le bus HyperTransport des Athlon 64.

## Pont nord et surfréquençage
Le pont nord joue un rôle important dans la capacité d’un ordinateur à être surfréquencé. Sa fréquence est employée comme ligne de base par le processeur pour établir sa propre fréquence de fonctionnement.
Dans les machines actuelles, la puce du pont nord chauffe de plus en plus avec la montée en puissance des ordinateurs. En effet, plus le processeur va vite, plus le pont nord doit traiter de transactions avec la mémoire vive et les différents périphériques qu’il gère. Il n’est pas rare de voir le pont nord employer un dissipateur thermique souvent doté d’un ventilateur.